# 全米映画俳優組合賞男優賞 (ドラマシリーズ)
全米映画俳優組合賞男優賞・ドラマシリーズ部門（ぜんべいえいがはいゆうくみあいしょうだんゆうしょう・ドラマシリーズぶもん、Screen Actors Guild Award for Outstanding Performance by a Male Actor in a Drama Series）は、ドラマ・テレビシリーズで優れた演技を披露した男優対し映画俳優組合が贈る賞である。

## 統計
| 最高記録                 | ドラマシリーズ男優                                       | ドラマシリーズ男優 | コメディシリーズ男優                                                     | コメディシリーズ男優 | 総計                                                                                      | 総計 |
| ------------------------ | -------------------------------------------------------- | ------------------ | ------------------------------------------------------------------------ | -------------------- | ----------------------------------------------------------------------------------------- | ---- |
| 最多受賞者               | ジェームズ・ガンドルフィーニ                             | 3                  | アレック・ボールドウィン                                                 | 7                    | アレック・ボールドウィン                                                                  | 7    |
| 最多候補者               | デニス・フランツ                                         | 8                  | アレック・ボールドウィン ケルシー・グラマー デヴィッド・ハイド・ピアース | 8                    | デニス・フランツ アレック・ボールドウィン ケルシー・グラマー デヴィッド・ハイド・ピアース | 8    |
| 受賞経験無しの最多候補者 | デイヴィッド・ドゥカヴニー ジョン・ハム ジミー・スミッツ | 5                  | ケルシー・グラマー                                                       | 8                    | ケルシー・グラマー                                                                        | 8    |
| 複数の受賞者を持つ作品   | 『ザ・ソプラノズ 哀愁のマフィア』                        | 3                  | 『30 ROCK/サーティー・ロック』                                           | 7                    | 『30 ROCK/サーティー・ロック』                                                            | 7    |
| 複数の候補者を持つ作品   | 『NYPDブルー』                                           | 13                 | 『そりゃないぜ!? フレイジャー』                                          | 16                   | 『そりゃないぜ!? フレイジャー』                                                           | 16   |

## 受賞及び候補者一覧

### 1990年代
| 年   | 受賞及び候補者               | 作品名                            | 役名                       |
| ---- | ---------------------------- | --------------------------------- | -------------------------- |
| 1994 | デニス・フランツ             | 『NYPDブルー』                    | アンディ・シポウィッツ     |
| 1994 | ヘクター・エリゾンド         | 『シカゴ・ホープ』                | フィリップ・ウォッターズ   |
| 1994 | マンディ・パティンキン       | 『シカゴ・ホープ』                | ジェフリー・ガイガー       |
| 1994 | トム・スケリット             | 『ピケット・フェンス』            | ジミー・ブロック           |
| 1994 | パトリック・スチュワート     | 『新スタートレック』              | ジャン＝リュック・ピカード |
| 1995 | アンソニー・エドワーズ       | 『ER緊急救命室』                  | マーク・グリーン           |
| 1995 | ジョージ・クルーニー         | 『ER緊急救命室』                  | ダグ・ロス                 |
| 1995 | デイヴィッド・ドゥカヴニー   | 『Xファイル』                     | フォックス・モルダー       |
| 1995 | デニス・フランツ             | 『NYPDブルー』                    | アンディ・シポウィッツ     |
| 1995 | ジミー・スミッツ             | 『NYPDブルー』                    | ボビー・シモーン           |
| 1996 | デニス・フランツ             | 『NYPDブルー』                    | アンディ・シポウィッツ     |
| 1996 | ジョージ・クルーニー         | 『ER緊急救命室』                  | ダグ・ロス                 |
| 1996 | デイヴィッド・ドゥカヴニー   | 『Xファイル』                     | フォックス・モルダー       |
| 1996 | アンソニー・エドワーズ       | 『ER緊急救命室』                  | マーク・グリーン           |
| 1996 | ジミー・スミッツ             | 『NYPDブルー』                    | ボビー・シモーン           |
| 1997 | アンソニー・エドワーズ       | 『ER緊急救命室』                  | マーク・グリーン           |
| 1997 | デイヴィッド・ドゥカヴニー   | 『Xファイル』                     | フォックス・モルダー       |
| 1997 | デニス・フランツ             | 『NYPDブルー』                    | アンディ・シポウィッツ     |
| 1997 | ジミー・スミッツ             | 『NYPDブルー』                    | ボビー・シモーン           |
| 1997 | サム・ウォーターストン       | 『ロー&オーダー』                 | ジャック・マッコイ         |
| 1998 | サム・ウォーターストン       | 『ロー&オーダー』                 | ジャック・マッコイ         |
| 1998 | デイヴィッド・ドゥカヴニー   | 『Xファイル』                     | フォックス・モルダー       |
| 1998 | アンソニー・エドワーズ       | 『ER緊急救命室』                  | マーク・グリーン           |
| 1998 | デニス・フランツ             | 『NYPDブルー』                    | アンディ・シポウィッツ     |
| 1998 | ジミー・スミッツ             | 『NYPDブルー』                    | ボビー・シモーン           |
| 1999 | ジェームズ・ガンドルフィーニ | 『ザ・ソプラノズ 哀愁のマフィア』 | トニー・ソプラノ           |
| 1999 | デイヴィッド・ドゥカヴニー   | 『Xファイル』                     | フォックス・モルダー       |
| 1999 | デニス・フランツ             | 『NYPDブルー』                    | アンディ・シポウィッツ     |
| 1999 | マーティン・シーン           | 『ザ・ホワイトハウス』            | ジョサイア・バートレット   |
| 1999 | ジミー・スミッツ             | 『NYPDブルー』                    | ボビー・シモーン           |

### 2000年代
| 年   | 受賞及び候補者                   | 作品名                                     | 役名                     |
| ---- | -------------------------------- | ------------------------------------------ | ------------------------ |
| 2000 | マーティン・シーン               | 『ザ・ホワイトハウス』                     | ジョサイア・バートレット |
| 2000 | ティモシー・デイリー             | 『新・逃亡者』                             | リチャード・キンブル     |
| 2000 | アンソニー・エドワーズ           | 『ER緊急救命室』                           | マーク・グリーン         |
| 2000 | デニス・フランツ                 | 『NYPDブルー』                             | アンディ・シポウィッツ   |
| 2000 | ジェームズ・ガンドルフィーニ     | 『ザ・ソプラノズ 哀愁のマフィア』          | トニー・ソプラノ         |
| 2001 | マーティン・シーン               | 『ザ・ホワイトハウス』                     | ジョサイア・バートレット |
| 2001 | リチャード・ドレイファス         | The Education of Max Bickford              | マックス・ビックフォード |
| 2001 | デニス・フランツ                 | 『NYPDブルー』                             | アンディ・シポウィッツ   |
| 2001 | ジェームズ・ガンドルフィーニ     | 『ザ・ソプラノズ 哀愁のマフィア』          | トニー・ソプラノ         |
| 2001 | ピーター・クラウス               | 『シックス・フィート・アンダー』           | ネイト・フィッシャー     |
| 2002 | ジェームズ・ガンドルフィーニ     | 『ザ・ソプラノズ 哀愁のマフィア』          | トニー・ソプラノ         |
| 2002 | マイケル・チクリス               | 『ザ・シールド ルール無用の警察バッジ』    | ヴィック・マッキー       |
| 2002 | マーティン・シーン               | 『ザ・ホワイトハウス』                     | ジョサイア・バートレット |
| 2002 | キーファー・サザーランド         | 『24 -TWENTY FOUR-』                       | ジャック・バウアー       |
| 2002 | トリート・ウィリアムズ           | 『エバーウッド 遥かなるコロラド』          | アンディ・ブラウン       |
| 2003 | キーファー・サザーランド         | 『24 -TWENTY FOUR-』                       | ジャック・バウアー       |
| 2003 | ピーター・クラウス               | 『シックス・フィート・アンダー』           | ネイト・フィッシャー     |
| 2003 | アンソニー・ラパーリア           | 『WITHOUT A TRACE/FBI 失踪者を追え!』      | ジャック・マローン       |
| 2003 | マーティン・シーン               | 『ザ・ホワイトハウス』                     | ジョサイア・バートレット |
| 2003 | トリート・ウィリアムズ           | 『エバーウッド 遥かなるコロラド』          | アンディ・ブラウン       |
| 2004 | ジェリー・オーバック（死後受賞） | 『ロー&オーダー』                          | レニー・ブリスコー       |
| 2004 | ハンク・アザリア                 | 『HUFF〜ドクターは中年症候群』             | クレイグ・ハフスタッド   |
| 2004 | ジェームズ・ガンドルフィーニ     | 『ザ・ソプラノズ 哀愁のマフィア』          | トニー・ソプラノ         |
| 2004 | アンソニー・ラパーリア           | 『WITHOUT A TRACE/FBI 失踪者を追え!』      | ジャック・マローン       |
| 2004 | キーファー・サザーランド         | 『24 -TWENTY FOUR-』                       | ジャック・バウアー       |
| 2005 | キーファー・サザーランド         | 『24 -TWENTY FOUR-』                       | ジャック・バウアー       |
| 2005 | アラン・アルダ                   | 『ザ・ホワイトハウス』                     | アーノルド・ヴィニック   |
| 2005 | パトリック・デンプシー           | 『グレイズ・アナトミー 恋の解剖学』        | デレク・シェパード       |
| 2005 | ヒュー・ローリー                 | 『Dr.HOUSE』                               | グレゴリー・ハウス       |
| 2005 | イアン・マクシェーン             | 『デッドウッド 〜銃とSEXとワイルドタウン』 | アル・スウェレンジン     |
| 2006 | ヒュー・ローリー                 | 『Dr.HOUSE』                               | グレゴリー・ハウス       |
| 2006 | ジェームズ・ガンドルフィーニ     | 『ザ・ソプラノズ 哀愁のマフィア』          | トニー・ソプラノ         |
| 2006 | マイケル・C・ホール              | 『デクスター 警察官は殺人鬼』              | デクスター・モーガン     |
| 2006 | ジェームズ・スペイダー           | 『ボストン・リーガル』                     | アラン・ショア           |
| 2006 | キーファー・サザーランド         | 『24 -TWENTY FOUR-』                       | ジャック・バウアー       |
| 2007 | ジェームズ・ガンドルフィーニ     | 『ザ・ソプラノズ 哀愁のマフィア』          | トニー・ソプラノ         |
| 2007 | マイケル・C・ホール              | 『デクスター 警察官は殺人鬼』              | デクスター・モーガン     |
| 2007 | ジョン・ハム                     | 『マッドメン』                             | ドン・ドレイパー         |
| 2007 | ヒュー・ローリー                 | 『Dr.HOUSE』                               | グレゴリー・ハウス       |
| 2007 | ジェームズ・スペイダー           | 『ボストン・リーガル』                     | アラン・ショア           |
| 2008 | ヒュー・ローリー                 | 『Dr.HOUSE』                               | グレゴリー・ハウス       |
| 2008 | マイケル・C・ホール              | 『デクスター 警察官は殺人鬼』              | デクスター・モーガン     |
| 2008 | ジョン・ハム                     | 『マッドメン』                             | ドン・ドレイパー         |
| 2008 | ウィリアム・シャトナー           | 『ボストン・リーガル』                     | デニー・クレイン         |
| 2008 | ジェームズ・スペイダー           | 『ボストン・リーガル』                     | アラン・ショア           |
| 2009 | マイケル・C・ホール              | 『デクスター 警察官は殺人鬼』              | デクスター・モーガン     |
| 2009 | サイモン・ベイカー               | 『メンタリスト』                           | パトリック・ジェーン     |
| 2009 | ブライアン・クランストン         | 『ブレイキング・バッド』                   | ウォルター・ホワイト     |
| 2009 | ジョン・ハム                     | 『マッドメン』                             | ドン・ドレイパー         |
| 2009 | ヒュー・ローリー                 | 『Dr.HOUSE』                               | グレゴリー・ハウス       |

### 2010年代
| 年   | 受賞及び候補者           | 作品名                                  | 役名                       |
| ---- | ------------------------ | --------------------------------------- | -------------------------- |
| 2010 | スティーヴ・ブシェミ     | 『ボードウォーク・エンパイア 欲望の街』 | ナッキー・トンプソン       |
| 2010 | ブライアン・クランストン | 『ブレイキング・バッド』                | ウォルター・ホワイト       |
| 2010 | マイケル・C・ホール      | 『デクスター 警察官は殺人鬼』           | デクスター・モーガン       |
| 2010 | ジョン・ハム             | 『マッドメン』                          | ドン・ドレイパー           |
| 2010 | ヒュー・ローリー         | 『Dr.HOUSE』                            | グレゴリー・ハウス         |
| 2011 | スティーヴ・ブシェミ     | 『ボードウォーク・エンパイア 欲望の街』 | ナッキー・トンプソン       |
| 2011 | パトリック・J・アダムス  | 『SUITS/スーツ』                        | マイク・ロス               |
| 2011 | カイル・チャンドラー     | Friday Night Lights                     | エリック・テイラー         |
| 2011 | ブライアン・クランストン | 『ブレイキング・バッド』                | ウォルター・ホワイト       |
| 2011 | マイケル・C・ホール      | 『デクスター 警察官は殺人鬼』           | デクスター・モーガン       |
| 2012 | ブライアン・クランストン | 『ブレイキング・バッド』                | ウォルター・ホワイト       |
| 2012 | ダミアン・ルイス         | 『HOMELAND』                            | ニコラス・ブロディ         |
| 2012 | ジェフ・ダニエルズ       | 『ニュースルーム』                      | ウィル・マカヴォイ         |
| 2012 | ジョン・ハム             | 『マッドメン』                          | ドン・ドレイパー           |
| 2012 | スティーヴ・ブシェミ     | 『ボードウォーク・エンパイア 欲望の街』 | ナッキー・トンプソン       |
| 2013 | ブライアン・クランストン | 『ブレイキング・バッド』                | ウォルター・ホワイト       |
| 2013 | スティーヴ・ブシェミ     | 『ボードウォーク・エンパイア 欲望の街』 | ナッキー・トンプソン役     |
| 2013 | ジェフ・ダニエルズ       | 『ニュースルーム』                      | ウィル・マカヴォイ         |
| 2013 | ピーター・ディンクレイジ | 『ゲーム・オブ・スローンズ』            | ティリオン・ラニスター     |
| 2013 | ケヴィン・スペイシー     | 『ハウス・オブ・カード 野望の階段』     | フランシス・アンダーウッド |

## 複数回表彰者

### 複数回受賞
2回
- スティーヴ・ブシェミ
- ブライアン・クランストン
- アンソニー・エドワーズ
- デニス・フランツ
- ヒュー・ローリー
- マーティン・シーン
- キーファー・サザーランド

3回
- ジェームズ・ガンドルフィーニ

### 複数回候補者
| 2回 - ジョージ・クルーニー - ジェフ・ダニエルズ - アンソニー・ラパーリア - サム・ウォーターストン - トリート・ウィリアムズ 3回 - ジェームズ・スペイダー 4回 - スティーヴ・ブシェミ | 5回 - ブライアン・クランストン - デイヴィッド・ドゥカヴニー - アンソニー・エドワーズ - ジョン・ハム - マーティン・シーン - ジミー・スミッツ - キーファー・サザーランド 6回 - マイケル・C・ホール - ヒュー・ローリー 7回 - ジェームズ・ガンドルフィーニ 8回 - デニス・フランツ |